# 애니콜 블루 어스
애니콜 블루 어스(Anycall Blue Earth)는 삼성전자가 2010년 2월 1일에 출시한 휴대 전화이다.
'친환경 휴대전화'라고도 불리는데, 이유는 인체에 해롭지 않은 원료로 만든 휴대폰이며, 충전을 태양광으로 충전을 할 수 있으며(물론 일반 배터리방식으로도 충전해 사용할 수 있다.) 잠금 해제 방법 또한 재활용을 상징하는 형식이며, 또한 만보기와 유사한 형식으로 워킹을 체크할 수 있기 때문이다.

## 사진

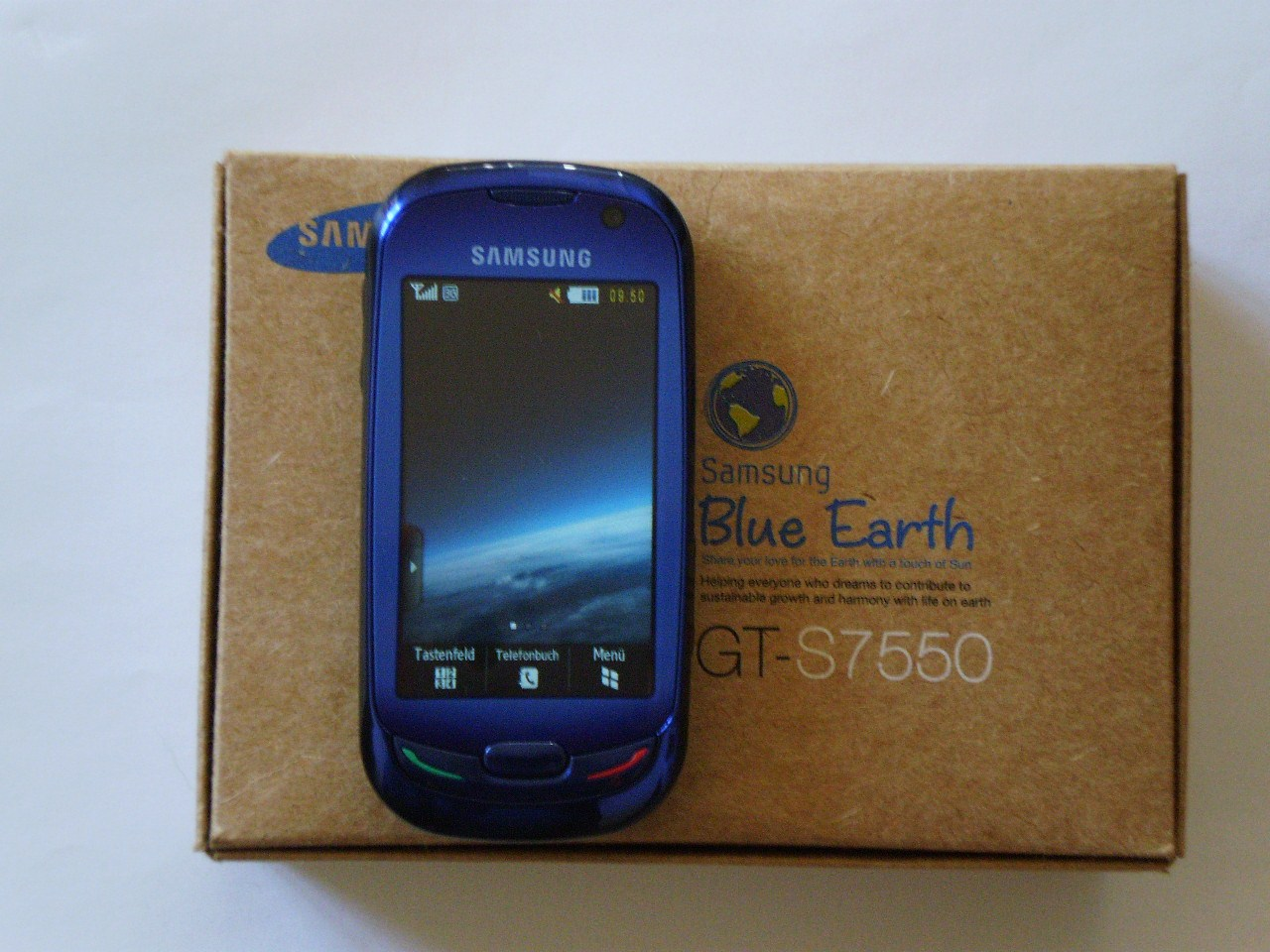
삼성 블루 어스의 앞면과 패키지
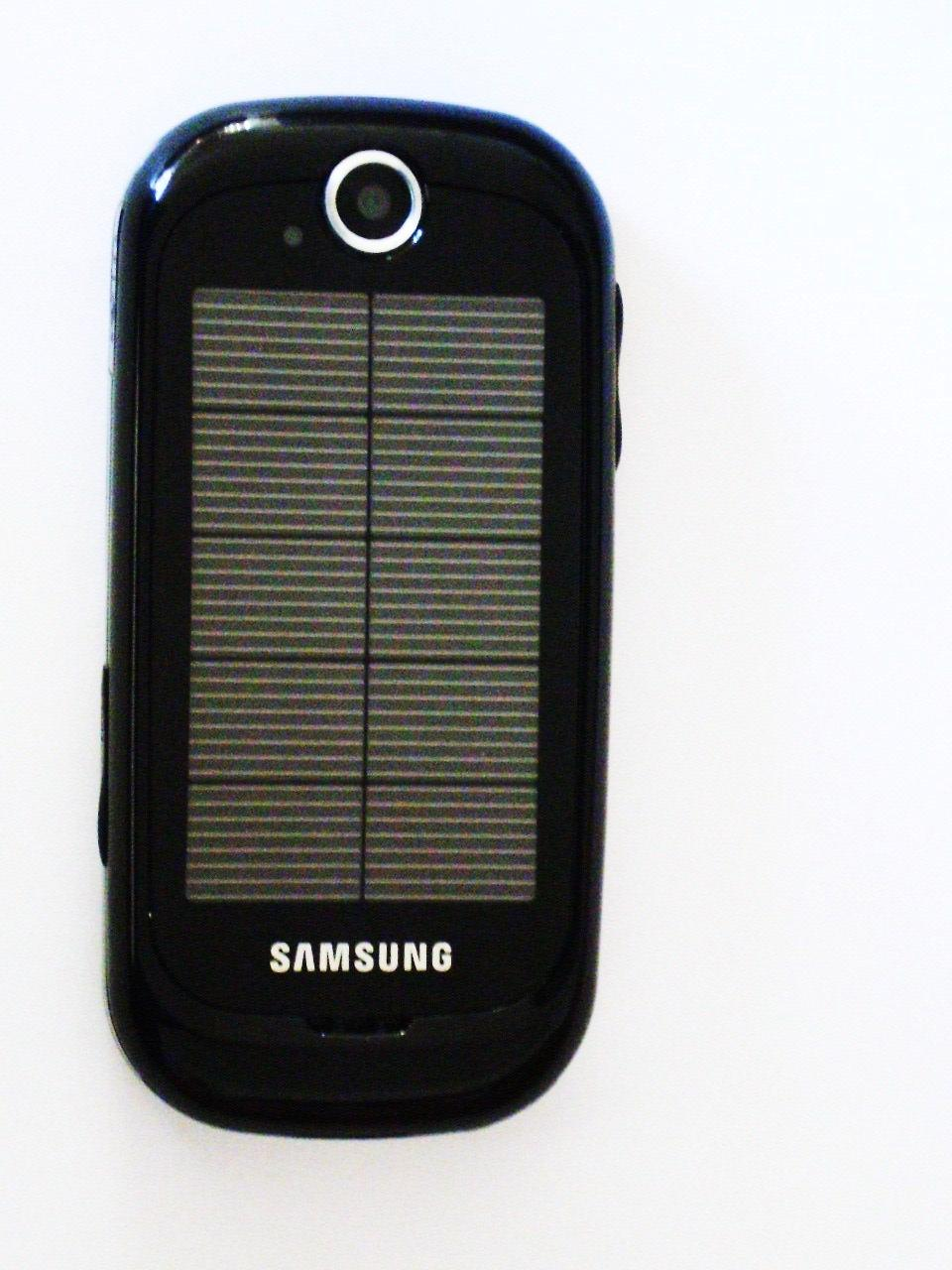
삼성 블루 어스의 뒷면 모습